# Сорокине
Соро́кине (у 1938 —2016 роках — Краснодон) — місто в Україні, адміністративний центр однойменної міської громади Довжанського району Луганської області. Розташоване в південно-східній частині області за 50 км від Луганська на річці Велика Кам'янка. З квітня 2014 року контролюється окупаційною адміністрацією Російської Федерації в окупованих районах Луганської області.

## Географія
Географічні координати Сорокиного: 48°17' пн. ш. 39°44' сх. д. Часовий пояс — UTC+2. Загальна площа Сорокиного — 77,33 км². Довжина міста Сорокине з півночі на південь — 8 км, зі сходу на захід — 7 км.
Місто розташоване в східній частині Донбасу, на кордоні з Російською Федерацією. Географічно належить до степової зони. Через місто протікає річка Велика Кам'янка.

## Історія
Родовища вугілля поблизу хутора Сорокиного почали промислово розробляти в 1910 році. Маючи на увазі Сорокинську, Ізваринську, Катеринодонську, Урало-Кавказьку та інші довколишні копальні.
Г. Чапанська відзначала, що «серед перших поселенців рудників були китайці, перси, корейці, татари. Об'єднані бажанням добре заробити на знову відкритих шахтах, люди різних національностей зривалися з насиджених місць, приїжджали поодинці, а то й сім'ями, облаштовувалися. Чудово ладнали з місцевим населенням, основу якого становили козаки».
Мешканець Сорокиного К. Дахненко зазначав, що турки, татари, китайці в більшості працювали на найважчих роботах — на навантаженні вугілля вручну, який носили на ношах в залізничні вагони, були погоничами коней на «воротках» дрібних шахт, на різних роботах в шахтах-наклонках.
Як згадував голова Сталінського (Донецького) облвиконкому А. Струєв, перша шахта (далі шахта № 1) на руднику Сорокиного була закладена в районі Провал-балки. Селище, побудоване на його місці, згодом називалося «Шанхай». Воно складалося з бараків і землянок робітників.
"У районі шахти № 3, — згадував А. Струєв, — землянки називалися турецькими — там жили вантажники, а в той час за вантажників були тільки турки і перси, а на старому Шанхаї, пізніше — у 1919 році, землянки стали називатися китайськими, там жили китайці, яких пригнали на рудники козацька влада, як робочу силу
Сорокине було засновано у 1914 році як рудня Сорокине. У 1916 році на рудні налічувалося 776 шахтарів, а на хуторі Сорокине вже проживало 3 105 осіб. У наступному році були обладнані нові шахти — одна вертикальна і три похилі. У 1917 році в селищі відкрилася перша школа. Медичне обслуговування забезпечували три шахтних медпункти, в яких працювали 8 лікарів і 16 фельдшерів.

### Радянський період
Після закінчення громадянської війни зруйновані шахти були відновлені і модернізовані, почалося будівництво нових. До 1935 року трест «Сорокинвугілля» об'єднував 25 шахт, напередодні війни їх було вже понад 40.
Указом Президії Верховної Ради України від 28 жовтня 1938 року селище Сорокине було зараховане до категорії міст і перейменоване в Краснодон. До цього часу в ньому проживало 22 220 осіб. Навколо міста виникло декілька селищ міського типу: Краснодон, Первомайка, Ізварине, Урало-Кавказ та інші.
З 1930 року виходить районна газета «Ударник», згодом перейменована спочатку в «Соціалістичну Батьківщину», а потім у «Славу Краснодона».
У період німецької окупації у місті діяла підпільна молодіжна організація «Молода гвардія». Молодогвардійці проводили антинімецьку пропаганду, поширювали антинімецькі листівки, улаштували пожежу на біржі праці, під час якої було знищено списки людей, яких мали відправити до Німеччини на примусові роботи, проводили диверсії. Після визволення міста за ініціативою краснодонців були зібрані кошти на танкову колону «Молода гвардія» та авіаескадрилью «Герої Краснодона». Фактично народ обклали додатковим «добровільним» податком. У роки Німецько-радянської війни за героїзм і мужність понад 6 тисяч краснодонців були нагороджені орденами і медалями та 18 — удостоєні звання Героя Радянського Союзу.

### Війна на сході України
24 серпня 2014 року після бомбардування Краснодонського ремонтно-механічного заводу терористи зазнали значних втрат.
У другій декаді січня 2015 року поблизу Краснодона (нині Сорокиного) підрозділи «ЛНР» та російський спецназ провели операцію з «демілітаризації» бандформування «Одеса» — керівництво «батальйону» раніше категорично відкинуло вимогу підкорятися єдиному командуванню російсько-терористичних військ. При роззброєнні бойовиків «Одеси» використовувалася бронетехніка та снайперські групи.
2016 року в рамках декомунізації місту було повернено історичну назву Сорокине.

## Символіка
Міська символіка Сорокиного затверджена 16 лютого 1999 року рішенням № 14/242 Краснодонської міської ради. У рішенні затверджувались герб Сорокиного та прапор Сорокиного. Автор прапора і герба міста Сорокиного — художник Шпирко Ю. П.

## Населення

### Національний склад
Розподіл населення за національністю за даними перепису 2001 року:
| Національність  | Відсоток |
| --------------- | -------- |
| росіяни         | 63.32%   |
| українці        | 33.25%   |
| білоруси        | 1.35%    |
| татари          | 0.47%    |
| вірмени         | 0.24%    |
| молдовани       | 0.15%    |
| поляки          | 0.10%    |
| інші/не вказали | 1.12%    |

Етнічний склад населення міста на 2001 рік був представлений наступним чином:
- українці — 33,2 %;
- росіяни — 63,3 %;
- білоруси — 1,3 %
- інші національності — 2,2 %[9][10].

За даними перепису 2001 року 8,46 % населення міста зазначили рідною мову українську, 90,75 % — російську, а 0,79 % — іншу.

## Соціальна сфера

### Освіта
У місті діють 24 середніх (школи), 6 позашкільних і 18 дошкільних навчальних закладів, а також 3 вищі навчальні заклади III—IV рівня акредитації (Сорокинський факультет інженерії та менеджменту Східноукраїнського національного університету імені Володимира Даля, Сорокинська філія МАУП м. Києва, Сорокинський навчально-консультативний центр Донбаського гірничо-металургійного інституту);
5 навчальних закладів I—II рівня акредитації:
- Сорокинський гірничий технікум;
- Сорокинський професійний торгово-кулінарний ліцей;
- Сорокинський професійно гірничий ліцей;
- Молодогвардійський професійно будівельний ліцей;
- Суходільській гірничий професійний ліцей.

### Охорона здоров'я
У 2009 році, за підсумками рейтингової оцінки стану здоров'я населення, діяльності та ресурсного забезпечення охорони здоров'я, Сорокинський зайняв дев'яте місце серед міст Луганської області, а забезпеченість стаціонарними ліжками становила 64,63 на 10 тис. нас. або 690 ліжок.
Амбулаторно-поліклінічну допомогу населенню здійснюють 14 амбулаторно-поліклінічних установ. У 6-ти амбулаторно-поліклінічних установах функціонують 12 денних стаціонарів.
Система охорони здоров'я міста представлена мережею лікувально-профілактичних установ, серед яких:
- 5 лікарень;
- 9 амбулаторно-поліклінічних установ;
- 1 станція швидкої медичної допомоги
- 1 центр здоров'я
- 4 заклади обласного підпорядкування: Сорокинський обласний шкірно-венерологічний диспансер, Сорокинська обласна станція переливання крові, Краснодонський обласний дитячий протитуберкульозний санаторій, Краснодонська обласна психіатрична лікарня;
- 4 фельдшерсько-акушерських пунктів.[13]

## Засоби масової інформації
Засоби масової інформації в регіоні представляє міська газета «Слава Краснодона» (засновниками якої є міська рада та трудовий колектив редакції) орган профспілок працівників вугільної промисловості газета «Шахтарський вісник», міський інформаційно-рекламний щотижневик «Краснодонские вести».
Роботу міськвиконкому, підприємств та організацій міста висвітлює по провідному радіо місцева телерадіокомпанія. Передачі проводяться два рази на тиждень загальним обсягом 40 хвилин. В газетах і по радіо дається інформація з питань економічного, промислового, культурного розвитку міста.

## Політика
В місті зареєстровано 50 міських організацій політичних партій та 60 громадських об'єднань. Реально діючими є СДПУ(о), Партія Регіонів, Партія промисловців та підприємців України, Соціалістична партія України, Комуністична партія України, Народно-демократична партія.

## Економіка

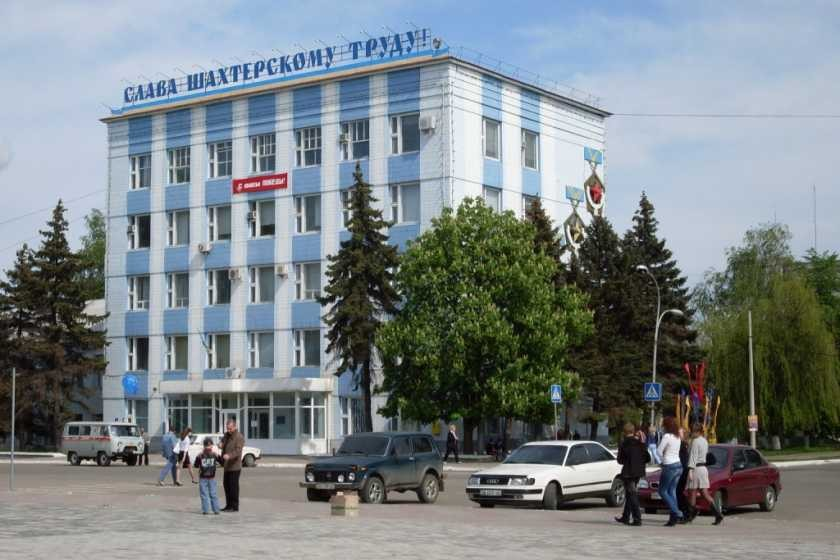
ВАТ «Краснодонвугілля»

Основні галузі промисловості міста: вугільна, машинобудівна, харчова, будівельна, поліграфічна. Вугільна промисловість становить 74 % всього обсягу. Підприємства машинобудування: закрите акціонерне товариство «Автоагрегат», що спеціалізується на випуску агрегатів до автомобілів ЗАЗ, АЗЛК, МАЗ, УРАЛ, і повному зборі автомобілів УАЗ. Завод «Юність», що виробляє мікрореле. Промислові підприємства: ВАТ «Краснодонвугілля», «ТОВ Інтерпрокат», ЗАТ Краснодонський м'ясокомбінат, «ТОВ Д&М Швейна Фабрика» та ін.

## Транспорт
Одну з основних ролей у розвитку міста відіграє транспортна інфраструктура. Транспортне обслуговування по Сорокинському регіону забезпечується електричним і автомобільним транспортом. Містом проходить автошлях E40М30.
З 1987 року перевезення пасажирів електротранспортом у місті здійснює КП «Сорокинське тролейбусне управління», яке обслуговує 3 міських маршрути, протяжністю контактної мережі 36 км. Рухомий склад становить 15 одиниць пасажирських тролейбусів. Щоденний випуск машин становить 10-11 одиниць.
У 2009 році загальна кількість перевезення пасажирів склала 10 142,5 тис. осіб в тому числі платних — 2 057,3 тис. осіб, безкоштовних 8 085,2 тис. осіб, а доходи від перевезення пасажирів склали 1 645,7 тис. грн.
Зростанням темпів пасажирських перевезень забезпечили автобусному транспорту провідне місце у перевезенні населення в місті. Протяжність міської маршрутної мережі становить 626,1 км. До складу маршрутної мережі входять 36 маршрутів. Пасажироперевезення автобусним транспортом по Сорокинському регіону виконують ВАТ «Краснодонське АТП-10914», ТОВ «Луганськінтерресурс» і приватні перевізники.

## Культура

### Заклади культури

Пам'ятний знак ліквідаторам наслідків Чорнобильської катастрофи в Сорокиному

- Музей «Молода гвардія» (вул. Комсомольська, 6) — міський музей заснований 13 листопада 1943 року згідно з постановою бюро Ворошиловградського обкому Компартії України. Експозиція музею складається з 12 залів де розташовані матеріали, які розповідають про виникнення та розвиток міста Сорокине, шкільні роки та захоплення молодогвардійців, початок німецько-радянської війни та створення «Молодої гвардії».
- Палац культури імені Молодої гвардії (пл. Леніна, 5) — міський палац культури побудований у 1958 році з ініціативи активістів міської комсомольської організації.
- Сорокинська центральна міська бібліотека ім. А. Фадєєва (Мікроцентр, 17) — головна міська бібліотека відкрита в 1936 році. Інформаційний і культурний центр міста.

### Релігія
Офіційно у місті Сорокине зареєстровано 33 релігійні організації, з яких дванадцять православних організацій, шістнадцять протестантських, одна юдейська, три релігійні організації свідків Єгови.
Загальна кількість культових споруд — 32 (церкви та молитовні будинки). З них 14 є культовими, а 18 орендованими приміщеннями. Культовими будівлями забезпечені православні церкви, громади євангельських християн-баптистів і частково — християн віри євангельської.

### Пам'ятки
- Меморіал на могилі молодогвардійців, скульптор А. Ф. Самусь.

### Бібліотеки
У межах Сорокиного та Сорокинської міськради нараховується шість дитячих та дорослих бібліотек. У своєму арсеналі бібліотеки міста мають книжкові фонди. Бібліотечне обслуговування жителів міста здійснюють:
- Сорокинська центральна міська бібліотека ім. А. Фадєєва (Мікроцентр, 17);
- Бібліотека — філія № 1 (Шахтар, 11);
- Бібліотека — філія № 2 (БК «Молодої гвардії»);
- Бібліотека — філія № 3 (вул. Коцюбинського, 13);
- Бібліотека — філія № 4 (м. Суходільськ вул. Леніна, 17).

## Фізична культура і спорт
Центром фізкультурно-оздоровчої та спортивно-масової роботи міста є спорткомплекс комунальної установи «Краснодонська дитячо-юнацька спортивна школа». Також у місті діють спортивні відділення з боксу, греко-римської боротьби, художньої гімнастики та ін.
У ФОУ «Палац спорту» працює плавальний басейн, в якому займаються вихованці відділення плавання Дитячо-юнацької спортивної школи № 2, студентська молодь, фізкультурники трудових колективів, вихованці пришкільних таборів, діти та молодь, які стоять на профілактичному обліку. Працюють 2 спеціалізовані зали, де встановлені силові тренажери.
Щорічно у місті проводяться турніри пам'яті героїв «Молодої гвардії».

## Відомі люди

### Народилися
- Боглачов Вадим Анатолійович (* 1974) — український підприємець.
- Букаєв Валерій Олександрович — депутат ВР України, член фракції Партії регіонів.
- Дорошко Михайло Костянтинович — лауреат звання «Герой України».
- Муравйов Владислав Миколайович (1994—2014) — старший солдат Збройних сил України, учасник російсько-української війни.
- Степаненко Владислав Петрович — український кінооператор.
- Ткаченко Євген Романович — український актор, режисер. Заслужений артист УРСР (1985).
- Шевченко Володимир Федорович (* 1931) — український вчений, бізнесмен.
- Шукшунов Валентин Юхимович — український та російський вчений, професор, конструктор, політичний діяч, заслужений діяч науки і техніки РСФСР, нагороджений орденами «Знак пошани», Трудового Червоного Прапора, орденом РФ «Знак Пошани», орденом РФ «За заслуги перед Вітчизною».
- Щербина Юрій Володимирович (1974—2017) — старший сержант Збройних сил України, учасник російсько-української війни.
- Громова Уляна Матвіївна (1924—1943) — радянська підпільниця, член штабу підпільної молодіжної організації «Молода гвардія».

### Пов'язані з Сорокиним
- Антонів Василь Федорович — український і російський вчений-оториноларинголог, громадський діяч.
- Брюховецький Іван Якович — механізатор, Герой Соціалістичної Праці.
- Олег Кошовий — один з керівників підпільної організації «Молода гвардія», що нібито існувала у місті Краснодон (нині Сорокине) Луганської області під час Другої світової війни, Герой Радянського Союзу.
- Листопад Антоніна Іванівна — українська поетеса.
- Світлична Надія Олексіївна — учасник руху шістдесятників, літературознавець, мемуарист, журналіст.